# 太平洋行進曲

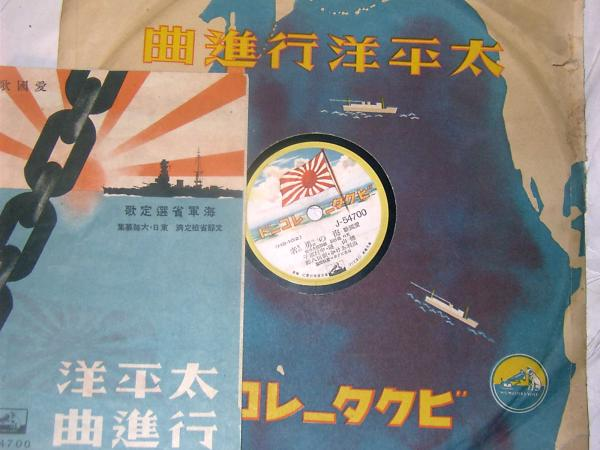
太平洋行進曲

太平洋行進曲（たいへいようこうしんきょく）は、1939年（昭和14年）にビクターレコードから発売された軍歌。作詞：横山正徳、作曲：布施元。海軍省選定歌。ラジオ番組『国民歌謡』で放送。同社から3種の歌手・編曲・カップリング曲の異なる版が順次発売された。

## 概要
公募懸賞で提供された楽曲である。1939年（昭和14年）2月18日から3月15日の間、海の記念日（7月20日）復活制定に際して、大阪毎日新聞、東京日日新聞が海軍省の後援で募集を行った。28000通の応募から横山・布施の作品が選ばれた。

## オリジナル盤バージョン
旧レコード番号 J-54700
同年5月10日（首都圏発売日。以降逐次全国発売）、「7月新譜臨時発売」として発売。歌は藤原義江と四家文子。
B面は『海の勇者』（作詞天口龍、作曲飯田信夫）。この吹き込みは徳山璉、中村淑子、由利あけみ、新田八郎。
旧レコード番号 J-54701
歌は徳山璉と波岡惣一郎。
B面は斉藤丑松作曲の『行進曲「太平洋」』。
旧レコード番号 J-54702
歌は徳山璉、中村淑子、由利あけみ、波岡惣一郎。B面も『太平洋行進曲』で、歌は平山美代子、中山梶子、奈良原馥、鈴木安江。

## 復刻状況
LPレコードなどで復刻されている。
CDでは、J-54700およびJ-54701は復刻されているが、J-54702はされていない。